# Theodor Körner (Politiker, 1810)
Theodor Eduard Körner, auch Theodor Eduard Koerner (* 9. April 1810 in Thorn; † 7. Mai 1891 ebenda) war ein deutscher Jurist, Politiker und langjähriger Oberbürgermeister von Thorn in Westpreußen.

## Leben
Körner besuchte das Gymnasium in Thorn und studierte anschließend in Berlin Jura und Kameralistik. Nach dem Studium war er in Bromberg Oberlandesgerichts-Assessor. 1842 wurde er zum Bürgermeister in Thorn gewählt. 1848, 1854 und 1866 wurde er wiedergewählt und 1854 auch zum Oberbürgermeister ernannt. In seiner Amtszeit entstanden unter anderem die Handelskammer, die Gasanstalt, eine Gewerbeschule, ein weiteres Gymnasium und eine höhere Töchterschule. Wiederholt vertrat er den Wahlkreis Thorn im Preußischen Abgeordnetenhaus. Ferner wurde er auf Präsentation der städtischen Behörden ins Preußische Herrenhaus berufen.
1872 trat Körner auf eigenen Wunsch in den Ruhestand, den er auf seinem Landgut Hofleben verbrachte. Die Stadt Thorn ernannte ihn für seine Verdienste 1879 zum Ehrenbürger. Körner engagierte sich im gesellschaftlichen Leben seiner Heimatstadt. So war er langjähriger Vorsitzender des nach dem Astronomen benannten Coppernicus-Vereins für Wissenschaft und Kunst zu Thorn. 

## Schriften
- Das unbewegliche Eigenthum nach preußischem Rechte; Berlin 1843. (Online)
- Das Dogma der Unfehlbarkeit des römischen Papstes vor dem Richterstuhle des Rechts. Lambeck, Thorn 1871
- Thorn, seine ehemalige Bedeutsamkeit und seine alten Baudenkmäler, Thorn 1879 (online verfügbar)

| Personendaten    | Personendaten                                                                           |
| ---------------- | --------------------------------------------------------------------------------------- |
| NAME             | Körner, Theodor                                                                         |
| ALTERNATIVNAMEN  | Körner, Theodor Eduard (vollständiger Name); Koerner, Theodor Eduard                    |
| KURZBESCHREIBUNG | deutscher Jurist, Politiker und langjähriger Oberbürgermeister von Thorn in Westpreußen |
| GEBURTSDATUM     | 9. April 1810                                                                           |
| GEBURTSORT       | Thorn                                                                                   |
| STERBEDATUM      | 7. Mai 1891                                                                             |
| STERBEORT        | Thorn                                                                                   |